# Parafia św. Michała Archanioła w Przemkowie
Parafia św. Michała Archanioła – parafia prawosławna w Przemkowie, w dekanacie Zielona Góra diecezji wrocławsko-szczecińskiej, siedziba dziekana.
Na terenie parafii funkcjonuje 1 cerkiew:
- cerkiew św. Michała Archanioła w Przemkowie – parafialna

## Historia
Parafia powstała w sierpniu 1949. Od początku użytkuje poewangelicki XVIII-wieczny kościół, zbudowany w stylu barokowo-neogotyckim, który dostosowano do potrzeb liturgii prawosławnej.
Parafia przemkowska jest jedną z niewielu w diecezji wrocławsko-szczecińskiej, która w swoich dziejach odnotowuje znaczny wzrost liczby wiernych. Początkowo wspólnota liczyła około 30 rodzin; w 2013 należało do niej 310 osób i tym samym jest to najliczniejsza parafia w dekanacie zielonogórskim.

## Wykaz proboszczów
- 1949–1952 – ks. Wiktor Masik
- 1952–1959 – ks. Ignacy Romaniuk
- 1959–1963 – ks. Mikołaj Leszczyński
- 1963–1975 – ks. Mikołaj Poleszczuk
- 1976–1979 – ks. Bogdan Sencio
- od 1979 – ks. Igor Popowicz